# Pachakutik
El Moviment d'Unitat Plurinacional Pachakutik és un moviment polític de l'Equador de tendència indigenista socialista, sorgit l'any 1995 per representar en l'esfera política els interessos del moviment indígena liderat per la Confederación de Nacionalidades Indígenas del Ecuador (CONAIE). Entre els seus fundadors hi havia el llavors president de la CONAIE, Luis Macas, candidat a la presidència de la República en les eleccions d'octubre de 2006.

## Història
Pachakutik té un gran suport a nivell de la serralada i a l'orient equatorià. El moviment indígena va ser l'actor principal de l'enderrocament de Jamil Mahuad i el seu suport va ser fonamental per a l'ascens al poder de Lucio Gutiérrez a qui després li van retirar el suport. Pachakutik, juntament amb els esforços en l'àmbit social de la CONAIE, fou decisiu per a l'aprovació de l'actual constitució de la República (1998) que, entre altres coses, reconeix la multiculturalitat del país i obre les portes a l'educació bilingüe en les comunitats que així ho desitgin. En els darrers anys ha aconseguit èxits electorals especialment en l'àmbit municipal, com als municipis de Cotacachi (Auki Tituaña) o Otavalo (Mario Conejo). Malgrat tot, el partit és criticat en alguns sectors indigenistes per haver renunciat a diverses reivindicacions per tal de poder participar en el joc polític i arribar a llocs de poder i a nivell global ha perdut part del suport que havia aconseguit a finals dels anys 1990.

## Resultats electorals

### Assemblea Nacional
| Any  | Vots                                          | %     | Escons   | +/– |
| ---- | --------------------------------------------- | ----- | -------- | --- |
| 1996 | 379,056                                       | 14.2  | 8 / 82   | Nou |
| 2002 | 211,817                                       | 16.9  | 9 / 120  | 1   |
| 2006 | 101.730                                       | 2,84  | 7 / 100  | 2   |
| 2007 | –                                             | –     | 6 / 100  | 5   |
| 2007 | En coalició amb el PS-FA                      |       |          |     |
| 2009 | 948,638                                       | 1.5   | 4 / 124  | 2   |
| 2013 | 4,149,243                                     | 4.73  | 5 / 137  | 1   |
| 2013 | Dins la Unitat Plurinacional de les Esquerres |       |          |     |
| 2017 | 2,740,043                                     | 2.67  | 4 / 137  | 1   |
| 2021 | 1,348,595                                     | 16.81 | 27 / 137 | 23  |
| 2023 |                                               |       | 4 / 137  | 23  |